# Floresregenbooglori
De floresregenbooglori (Trichoglossus weberi) is een lori die oorspronkelijk alleen voorkomt op het eiland Flores.

## Kenmerken
Het is een weinig contrastrijke versie van de regenbooglori, die overwegend groen en wat bleker gekleurd is dan de andere soorten.

## Leefwijze
Deze vogelsoort heet in het Engels de Leaf Lorikeet en wordt ook wel beschouwd als een ondersoort van de regenbooglori (T. haematodus weberi) waar hij in uiterlijk en gedrag erg op lijkt. 

## Verspreiding en leefgebied
De vogel komt voor op het eiland Flores aan de randen van regenwoud en uitgekapt (secundair) bos en in aangeplant bos tot op 1400 m boven de zeespiegel. 

## Status
De floresregenbooglori heeft een beperkt verspreidingsgebied en daardoor is de kans op uitsterven aanwezig. De grootte van de populatie werd in 2016 door BirdLife International geschat op minder dan 10.000 volwassen individuen en de populatie-aantallen nemen af door habitatverlies en vangst voor de kooivogelhandel. Om deze redenen staat deze soort als gevoelig op de Rode Lijst van de IUCN. Er gelden beperkingen voor de handel in deze lori, want de soort staat in de Bijlage II van het CITES-verdrag.